# Конко
Ко̀нко (на италиански и на венециански: Conco, на местен диалект Kunken, Кункен) е село в Северна Италия, община Лузиана Конко, провинция Виченца, регион Венето. Разположено е на 830 m надморска височина.